# Pitcairnia bradei
Pitcairnia bradei är en gräsväxtart som beskrevs av Markgr. Pitcairnia bradei ingår i släktet Pitcairnia och familjen Bromeliaceae. Inga underarter finns listade i Catalogue of Life.